# Sparisoma atomarium
Sparisoma atomarium är en fiskart som först beskrevs av Poey, 1861.  Sparisoma atomarium ingår i släktet Sparisoma och familjen Scaridae. IUCN kategoriserar arten globalt som livskraftig. Inga underarter finns listade i Catalogue of Life.